# Liste des saints du IXe siècle
 (juillet 2025).
Cette liste concerne les saints et les bienheureux, reconnus comme tels par l'Église catholique, ayant vécu au IXe siècle.

## Années 810

### Année 815
| No. | Image      | Nom                                   | Dates    | Informations                  |
| --- | ---------- | ------------------------------------- | -------- | ----------------------------- |
| 1   | sans cadre | Saint Nicéphore Ier de Constantinople | 758-8288 | Patriarche de Constantinople. |